# Neobisium atlasense
Espèce
Neobisium atlasense est une espèce de pseudoscorpions de la famille des Neobisiidae.

## Distribution
Cette espèce est endémique du Maroc. Elle se rencontre sur le Jbel Ighnayne.

## Étymologie
Son nom d'espèce, composé de atlas et du suffixe latin -ense, « qui vit dans, qui habite », lui a été donné en référence au lieu de sa découverte, l'Atlas.

## Publication originale
- Leclerc, 1989 : Neobisium (N.) atlasense nouvelle espèce de Neobisiidae cavernicole du Maroc (pseudoscorpions, arachnides). Revue Arachnologique, vol. 8, no 3, p. 45-51.